# Hawks de Saint-Joseph
Hawks de Saint-Joseph (en anglais : Saint Joseph's Hawks) est le club omnisports universitaire de l'université Saint-Joseph à Philadelphie (Pennsylvanie). Les équipes des Hawks participent aux compétitions universitaires organisées par la National Collegiate Athletic Association et évolue dans l'Atlantic 10 Conference. Les Hawks sont connus pour leur équipe de basket-ball. Ils n'ont notamment pas d'équipe de football américain.